# Гранични контролно-пропускателни пунктове на Северна Македония
Списък на Гранични контролно-пропускателни пунктове към Република Македония изградени по границите с всичките ѝ съседи:
- Аерогари
  - Летище Скопие
  - Летище Охрид

- С България:
  - ГКПП Деве дере—Гюешево
  - ГКПП Делчево—Станке Лисичково
  - ГКПП Ново село—Златарево
  - ГКПП Симитли – Пехчево (планирано)
  - ГКПП Струмяни – Берово (планирано)
  - ГКПП Черната скала (планирано)

- Със Сърбия:
  - ГКПП Табановце—Прешево
    - Гара
    - Шосе

  - ГКПП Пелинце—Манастир „Прохор Пчински“
  - ГКПП Сопот—Стрезовце

- С Косово:
  - ГКПП Блаце—Генерал Янкович
    - Шосе

  - ГКПП Волково
    - Гара

  - ГКПП Яжинце
  - ГКПП Гора
  - ГКПП Белановце—Станчич (планирано)
  - ГКПП Танушевци—Дебалде (планирано)

- С Албания:
  - ГКПП Кяфасан
  - ГКПП Блато
  - ГКПП Свети Наум
  - ГКПП Стение
  - ГКПП Охрид – Поградец – сезонска езерска корабска линия

- С Гърция:
  - ГКПП Гевгелия
    - Гара

  - ГКПП Богородица—Евзони (Гевгелия)
  - ГКПП Меджитлия
    - Гара – ГКПП Кременица
    - Шосе
    - Шосе – Драгош – Агиа Параскеви – стар премин

  - ГКПП Стар Дойран
  - ГКПП Маркова Нога – Герман (Преспа) (планирано) съществуващи до 60-те години, когато Гърция едностранно затваря